# Waldbühne (Berlin)

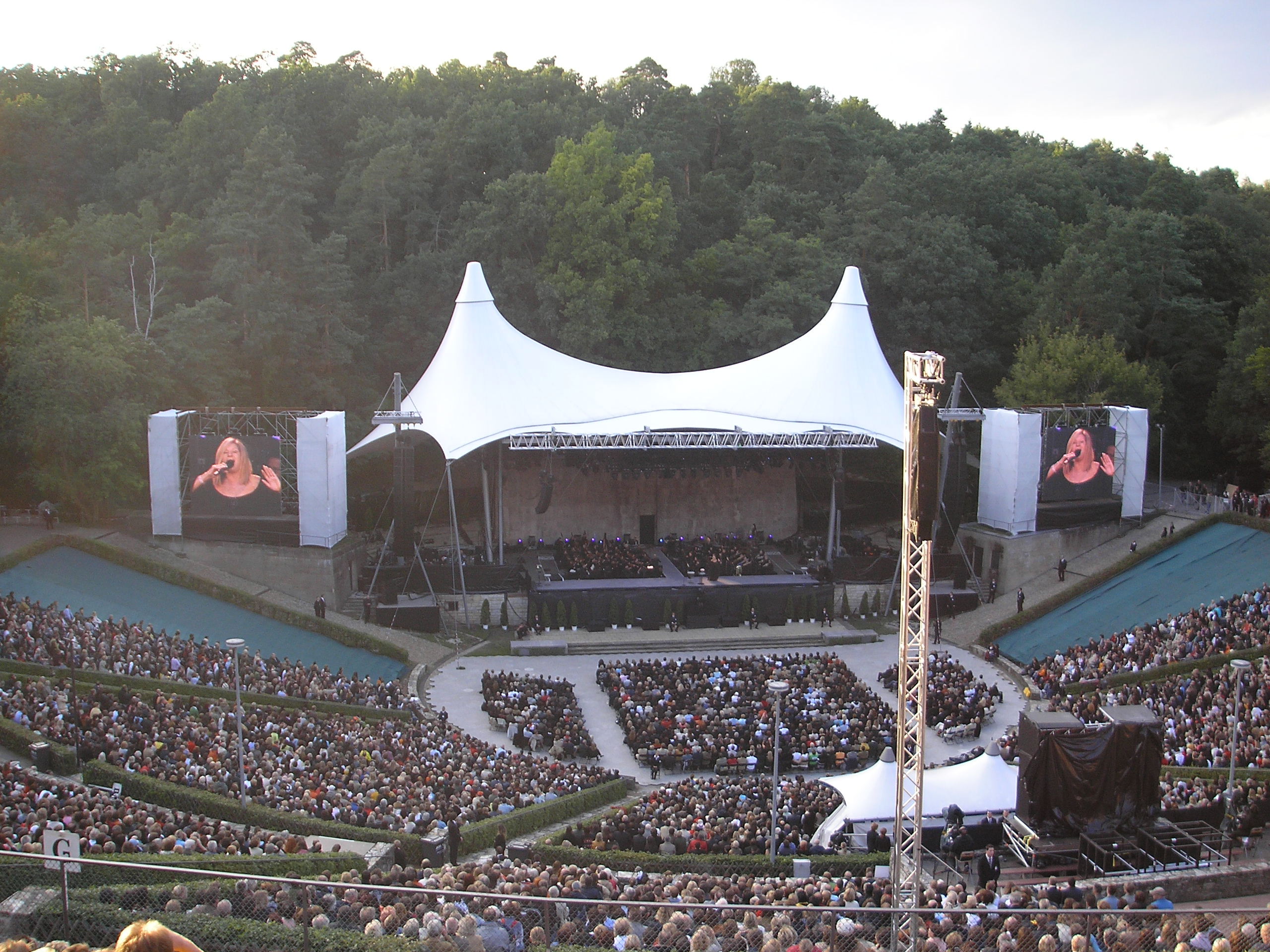
La Waldbühne de Berlin en 2007 lors d'un concert de Barbra Streisand.

La Waldbühne (« Scène dans la forêt » ou « Théâtre de verdure ») de Berlin (aussi appelée sous le régime nazi : Dietrich-Eckart-Freilichtbühne, en hommage à Dietrich Eckart, l'un des participants au Putsch de la brasserie) est une scène en plein air. Elle se trouve à l'extrémité ouest du Parc Olympique, dans l'arrondissement de Charlottenburg-Wilmersdorf, quartier de Berlin-Westend. Elle peut accueillir 22 000 spectateurs et est visitée par 500 000 personnes par an.

## Histoire

### Sous le Troisième Reich

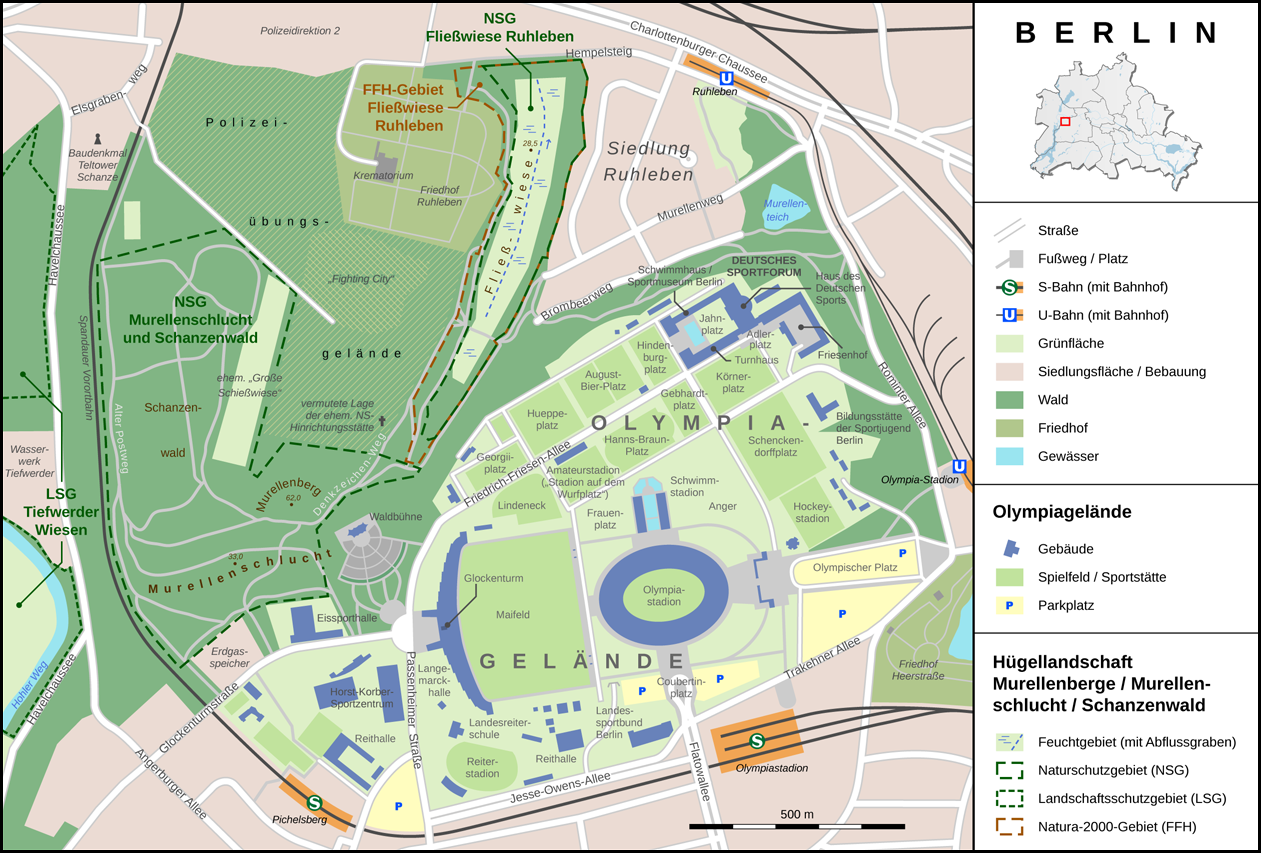
Plan du site olympique de 1936.

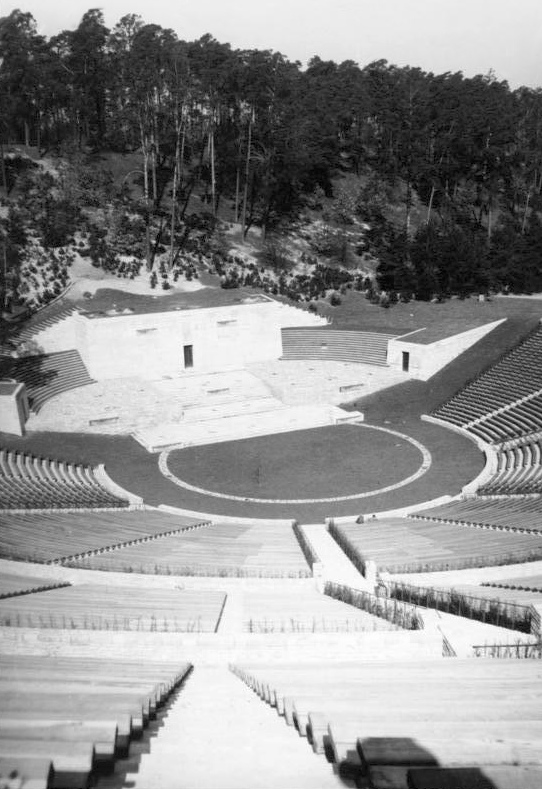
Dietrich-Eckart-Freilichtbühne en 1937.

La Waldbühne de Berlin est construite pour les Jeux olympiques d'été de 1936 au nord-ouest du Stade olympique par l'architecte de celui-ci, Werner March, selon les plans de Konrad Robert Heidenreich, son employé, parti étudier les théâtres de verdure en Italie. Le fossé est bâti en reprenant les formes du site naturel. Le jardin, appelé "Thing-Bühne", s'inspire du théâtre antique d'Épidaure. Comme dans les arènes, les rangs montent de plus en plus avec la distance depuis la scène, lui donnant un avantage acoustique. À l'est se trouvent le Maifeld, le Langemarckhalle (de), le clocher du Stade olympique de Berlin.
Le plan initial prévoyait à la demande du ministre de la Propagande Joseph Goebbels d'accueillir 100 000 spectateurs. Pendant les Jeux Olympiques de 1936, il y eut un certain nombre de spectacles, entre autres choses, l'opéra Herakles et la pièce de théâtre Frankenburger Würfelspiel (« Jeu de dés de Frankenbourg »). En outre, le site a accueilli les compétitions olympiques en gymnastique.

### L'après-guerre et les années 1960
Après la Seconde Guerre mondiale, le lieu prend le nom de Waldbühne. Il sert d'abord de cinéma en plein air (y compris pour la Berlinale) puis pour les galas de boxe. Dans les années 1960, les dégâts de la guerre sont réparés. À partir de 1961, il est utilisé principalement pour des concerts de rock.
Le 15 septembre 1965, des émeutes surviennent après un concert des Rolling Stones : les spectateurs déçus par la courte durée du concert cassent les bancs et se battent pendant plus de quatre heures avec la police, qui fait usage des canons à eau. Les dommages s'élèvent à 400.000 DM environ, y compris les voitures de la S-Bahn endommagées. Les émeutes font l'objet de critiques de la RDA et l'amènent à des restrictions importantes de la Leipziger Beatdemo (de) et de la culture de jeunesse en RDA,.
La Waldbühne rouvre après sept ans de restauration, mais est très peu utilisée par les organisateurs de concerts qui lui préfèrent les salles fermées, protégées contre les intempéries.

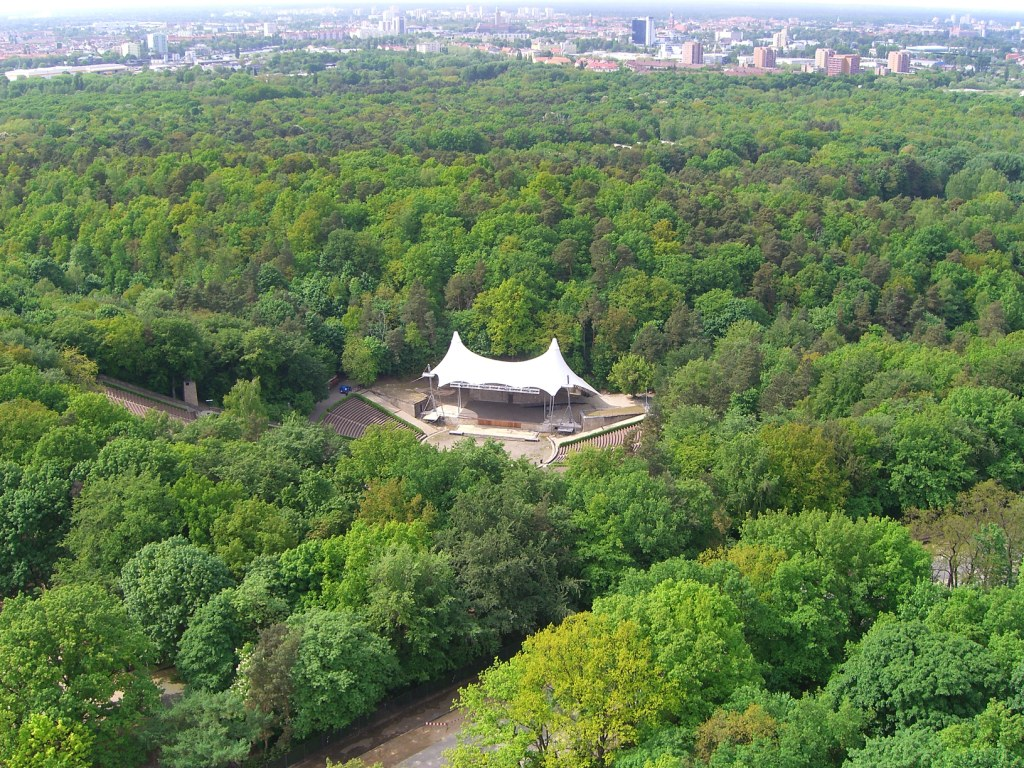
La Waldbühne de Berlin vu du clocher du Stade olympique de Berlin.

### Aujourd'hui
En mars 1981, les promoteurs de concerts Peter Schwenkow (de) et Jochen Zanke rachètent via leur entreprise le lieu et le rénovent. En 1982, la structure de la tente actuelle sur la scène est installée.
C'est un endroit populaire pour les concerts de rock, pop et musique classique qui ont lieu de mai à septembre. Les événements les plus importants sont les concerts de l'Orchestre philharmonique de Berlin ; les billets sont vendus des mois à l'avance.
Le festival Kino in der Waldbühne, présentant des films culte comme The Blues Brothers ou The Rocky Horror Picture Show, faisait venir des milliers de fans déguisés. Il n'existe plus.
Dans le cadre d'un nouvel appel d'offres par le Sénat de Berlin en septembre 2008, la société CTS Eventim (de) obtient l'exploitation de la Waldbühne de 2009 à fin 2012. Grâce à ce partenariat, le 10 avril 2010, les habitants du quartier peuvent voir en direct un match du Championnat d'Allemagne de football du Hertha BSC Berlin (contre VfB Stuttgart) qui se déroule dans le Stade olympique voisin.
En juillet 2012, la Waldbühne accueille le tournoi FIVB Beach Volley World Tour, hommes et femmes.

### Autres Waldbühnen
La plus célèbre est la Waldbühne Rathen, dans la Suisse saxonne (région de Dresde).

## Source, notes et références
1. ↑  (de) Das Rolling Stones Konzert in der West-Berliner Waldbühne. In: Blickpunkt Nr. 143 vom November 1965.
2. ↑  (de) Christin Nax: Ist Musikkultur lenkbar? auf NDR Online. 22. September 2008.
3. ↑  (de) Bekannt wurde Walter Ulbrichts Aussage: „Ist es denn wirklich so, dass wir jeden Dreck, der vom Westen kommt, nu kopieren müssen? Ich denke, Genossen, mit der Monotonie des Je-Je-Je, und wie das alles heißt, ja, sollte man doch Schluss machen.“ (WAV-Datei)
4. ↑  (de) Waldbühne bekommt neuen Pächter. In: Der Tagesspiegel vom 9. September 2008.
CTS EVENTIM erhält Zuschlag für Waldbühne Berlin. In: Handelsblatt vom 9. September 2008.

- (de) Cet article est partiellement ou en totalité issu de l’article de Wikipédia en allemand intitulé « Berliner Waldbühne » (voir la liste des auteurs).